# Ahmet Nazif Zorlu
Ahmet Nazif Zorlu (* 1. Februar 1946 in Babadağ, Denizli) ist ein türkischer Unternehmer und zusammen mit seinem Bruder Zeki Zorlu Vorstand der Unternehmensgruppe Zorlu Holding.

## Biografie
1961 übergab sein Vater Hacı Mehmet Zorlu das Unternehmen an ihn und seinen älteren Bruder Zeki. Anschließend siedelte er nach Trabzon, um dort seine Karriere fortzusetzen. Dort war er in der Textilindustrie tätig und verkaufte Decken, die seine Familie in der Heimatstadt produzierte. Daraufhin gründete er mit seinem Bruder Zeki in Bursa eine Textilfabrik, in der sie Heim- und Haustextilien herstellten.
In den 1990er Jahren begann Zorlu in andere Geschäfte wie Energie- und Einzelbankwesen umzusteigen. Denizbank, eine kleine, im Jahr 1997 übernommene Bank, ist durch die Zorlu-Familie zu einer der größten im Land umgestaltet worden, fast zehn Jahre später im Mai 2006 wurde sie von Dexia für 2.437 Millionen US-Dollar übernommen.
1994 übernahm er zusammen mit seinem Bruder den bankrotten türkischen Fernsehgerätehersteller Vestel. Die Zorlu-Brüder hatten ein Textilgeschäft in der Südwesttürkei aufgebaut, wussten aber wenig über Verbraucherelektronik. Zunächst produzierten sie mit gerade 360.000 Fernsehgeräten pro Jahr einen Bruchteil der Produktion von amerikanischen und japanischen Rivalen. Heute verkauft Vestel Produkte für 1,6 Milliarden US-Dollar und produziert 7,5 Millionen Fernseher pro Jahr sowie fast fünf Millionen andere Geräte wie Kopfhörer und DVD-Spieler. In Europa werden die Fernseher von Vestel unter den Markennamen von ehemaligen Mitbewerbern wie Sharp, Mitsubishi und Sanyo verkauft. Vestel ist ein Teil der Zorlu Holding, eines Konglomerats mit 4 Milliarden US-Dollar Umsatz.
Laut dem Wirtschaftsmagazin Forbes belegte im Jahr 2008 Ahmet Nazif Zorlu unter den reichsten Menschen auf der Welt mit einem Vermögen in Höhe von 2,3 Milliarden US-Dollar den 524. Rang und in der Türkei den 5. Rang. Im Jahr 2010 belegte er Platz 8 in der Liste der reichsten Türken.